# Jørgen Mortensen
Jørgen Mortensen (født 1944, død 17. oktober 2024) var en dansk badmintonspiller.

## Karriere
Efter 3 Danmarksmesterskaber i herresingle i ungdomsårene vandt Jørgen Mortensen herredouble i Dutch Open (de) i både 1963 og 1964 sammen med Henning Borch (de). I 1968 vandt han bronze ved Europamesterskaberne i herresinglerækken og ligeledes en tredieplads i herredouble ved All England mesterskaberne. I 1970 blev Jørgen Mortensen Nordisk Mester i herresingle og vandt herefter også det Danske Mesterskab i herresingle.

## Resultater
| Sæson     | Turnering                         | Disciplin   | Plads | Navn                                        |
| --------- | --------------------------------- | ----------- | ----- | ------------------------------------------- |
| 1957/1958 | Danmark: Puslingemesterskaber U15 | Herresingle | 1     | Jørgen Mortensen, Amager BC                 |
| 1959/1960 | Danmark: Juniormesterskaber U17   | Herresingle | 1     | Jørgen Mortensen, Amager BC                 |
| 1961/1962 | Danmark: Ynglingemesterskaber U19 | Herresingle | 1     | Jørgen Mortensen, Amager BC                 |
| 1963      | Dutch Open (de)                   | Herredouble | 1     | Henning Borch / Jørgen Mortensen            |
| 1964      | Dutch Open (de)                   | Herredouble | 1     | Henning Borch / Jørgen Mortensen            |
| 1966/1967 | Danmark: Seniormesterskaber       | Herredouble | 1     | Henning Borch / Jørgen Mortensen, Amager BC |
| 1968      | Europamesterskaber                | Herresingle | 3     | Jørgen Mortensen                            |
| 1968      | All England                       | Herredouble | 3     | Svend Pri / Jørgen Mortensen                |
| 1969      | Norwegian International 1969 (de) | Herredouble | 1     | Jørgen Mortensen / Klaus Kaagaard           |
| 1969      | German Open                       | Herredouble | 1     | Jørgen Mortensen / Henning Borch            |
| 1970      | Norwegian International (de)      | Herresingle | 1     | Jørgen Mortensen                            |
| 1970      | Nordiske mesterskaber             | Herresingle | 1     | Jørgen Mortensen                            |
| 1970      | Danmark: Seniormesterskaber       | Herresingle | 1     | Jørgen Mortensen, Amager BC                 |
| 1985      | Olympiske Lege for Veteraner 40+  | Herresingle | 1     | Jørgen Mortensen                            |